# American Translation
American Translation je francouzský hraný film z roku 2011, který režírovali Pascal Arnold a Jean-Marc Barr. Film zachycuje jednání bisexuálního psychopata.

## Děj
Aurore žije v Paříži. Její bohatý otec je Američan, momentálně bydlí v USA a Aurore využívá jeho byt. Náhodně se seznámí s Chrisem a zamiluje se do něj. Netuší, že Chris je sériový vrah, který zabíjí náhodné homosexuály, se kterými měl pohlavní styk. Chris se svou dodávkou vyjíždí do okolí Paříže, kde se seznamuje s mladíky, které po sexuálním aktu uškrtí. Když toto Aurore zjistí, nedokáže se již od Chrise odpoutat a pomáhá mu odklízet následky jeho zločinů.

## Obsazení
| Pierre Perrier        | Chris              |
| Lizzie Brocheré       | Aurore             |
| Jean-Marc Barr        | William            |
| Gray Orsatelli        | Matt               |
| Arthur Harel          | Stéphane           |
| Thomas Rouer          | Alex               |
| Karl E. Landler       | Thomas             |
| Astrid Vermeulin      | paní Levantová     |
| Pierre-Yves Kiebbe    | pan Levant         |
| Arnaud Koller         | Henri              |
| Laurent Delbecque     | Nick               |
| Ionita Radu Georgescu | Vlad               |
| Djedje Apali          | inspektor Malherbe |